# Marianne von Werefkin

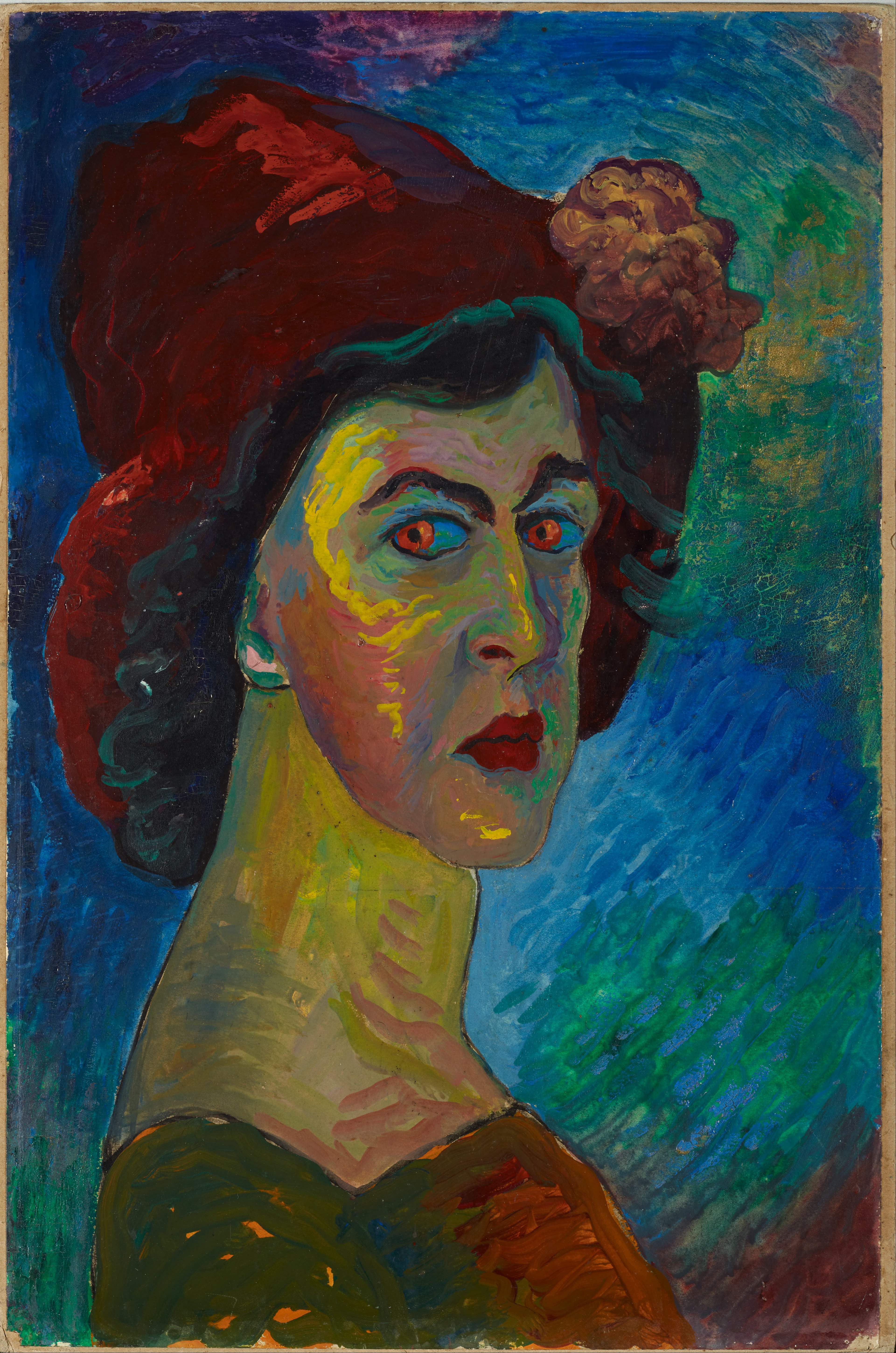
Selbstbildnis, 1910, Städtische Galerie im Lenbachhaus, München

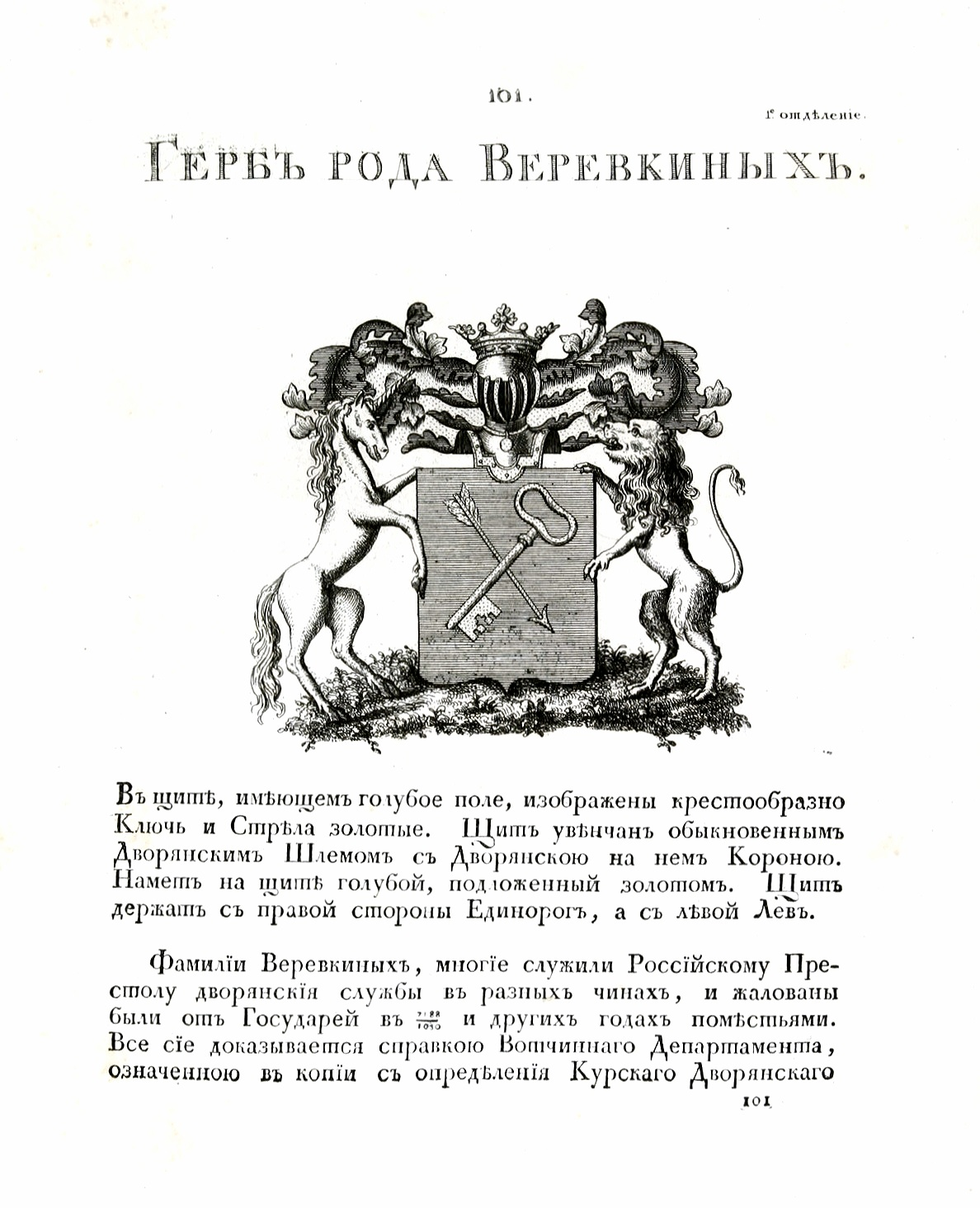
Wappen der Familie Werefkin

Marianne von Werefkin (russisch Марианна Владимировна Верёвкина / Marianna Wladimirowna Werjowkina, wiss. Transliteration Marianna Vladimirovna Verëvkina; * 29. Augustjul. / 10. September 1860greg. in Tula, Russisches Kaiserreich; † 6. Februar 1938 in Ascona, Schweiz) war eine russische Malerin, die für den deutschen Expressionismus Herausragendes leistete.

## Leben

### In Russland 1860–1896

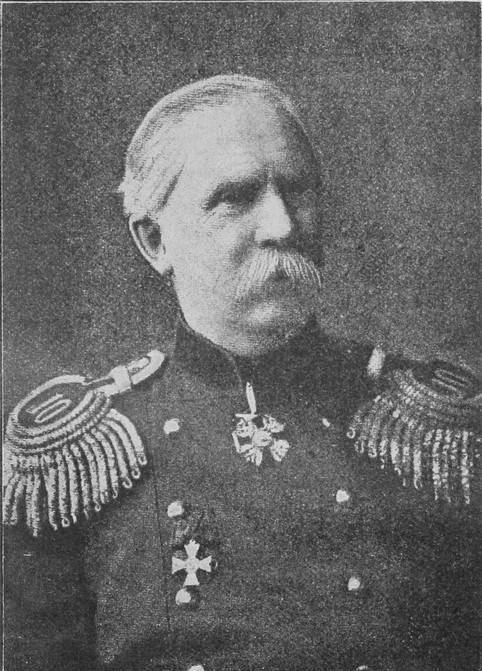
General Werjowkin, der Vater der Künstlerin

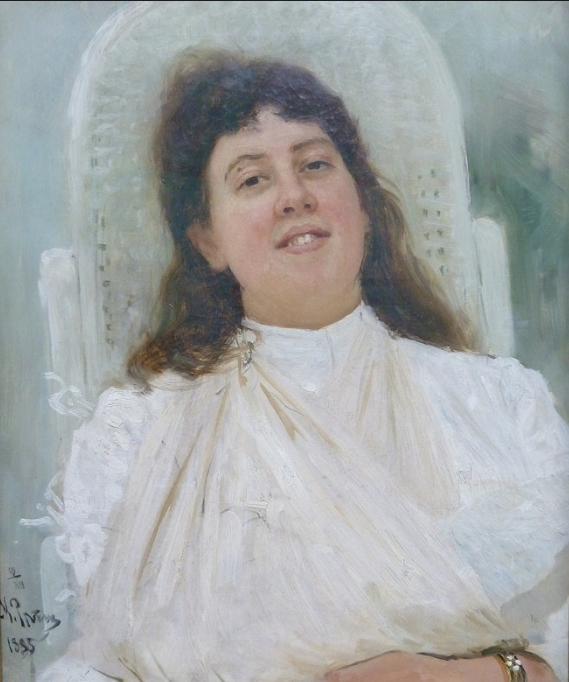
Ilja Jefimowitsch Repin: Bildnis Marianne Werefkin, 1888, ehemalige Sammlung Ernst Alfred Aye, heute Museum Wiesbaden

Marianna Wladimirowna Werjowkina wurde als Tochter von Elisabeth, geb. Daragan (1834–1885), und Wladimir Nikolajewitsch Werjowkin (1821–1896), dem Kommandeur des Jekaterinburger Regiments in Tula, der Hauptstadt des gleichnamigen Gouvernements, geboren. Der Vater war russischer Adeliger, dessen Vorfahren aus Moskau stammten. Er machte Karriere beim Militär, wurde General und zuletzt Kommandant der Peter-und-Paul-Festung in Sankt Petersburg. Mütterlicherseits war sie Enkelin der Schriftstellerin und Pädagogin Anna Daragan (1806–1877). Deren Mann, Generalleutnant Peter Michailowitsch Daragan (1800–1875), war von 1850 bis 1866 der Gouverneur von Tula,.
1874 wurde Werefkins zeichnerische Begabung entdeckt. Daraufhin erhielt sie umgehend akademischen Zeichenunterricht. Als Jugendliche verfügte sie über ein großes Atelier in der Peter-und-Paul-Festung und ein Atelierhaus auf dem Landgut ihrer Familie namens „Blagodat“ (Glückseligkeit) in Litauen. Es liegt etwa 7 Kilometer nordwestlich der Provinzstadt Utena im Park von Vyžuonėlės, der 1958 zum litauischen Naturdenkmal erklärt wurde. Das Gut und die dortige Landschaft betrachtete Werefkin als ihre eigentliche Heimat.

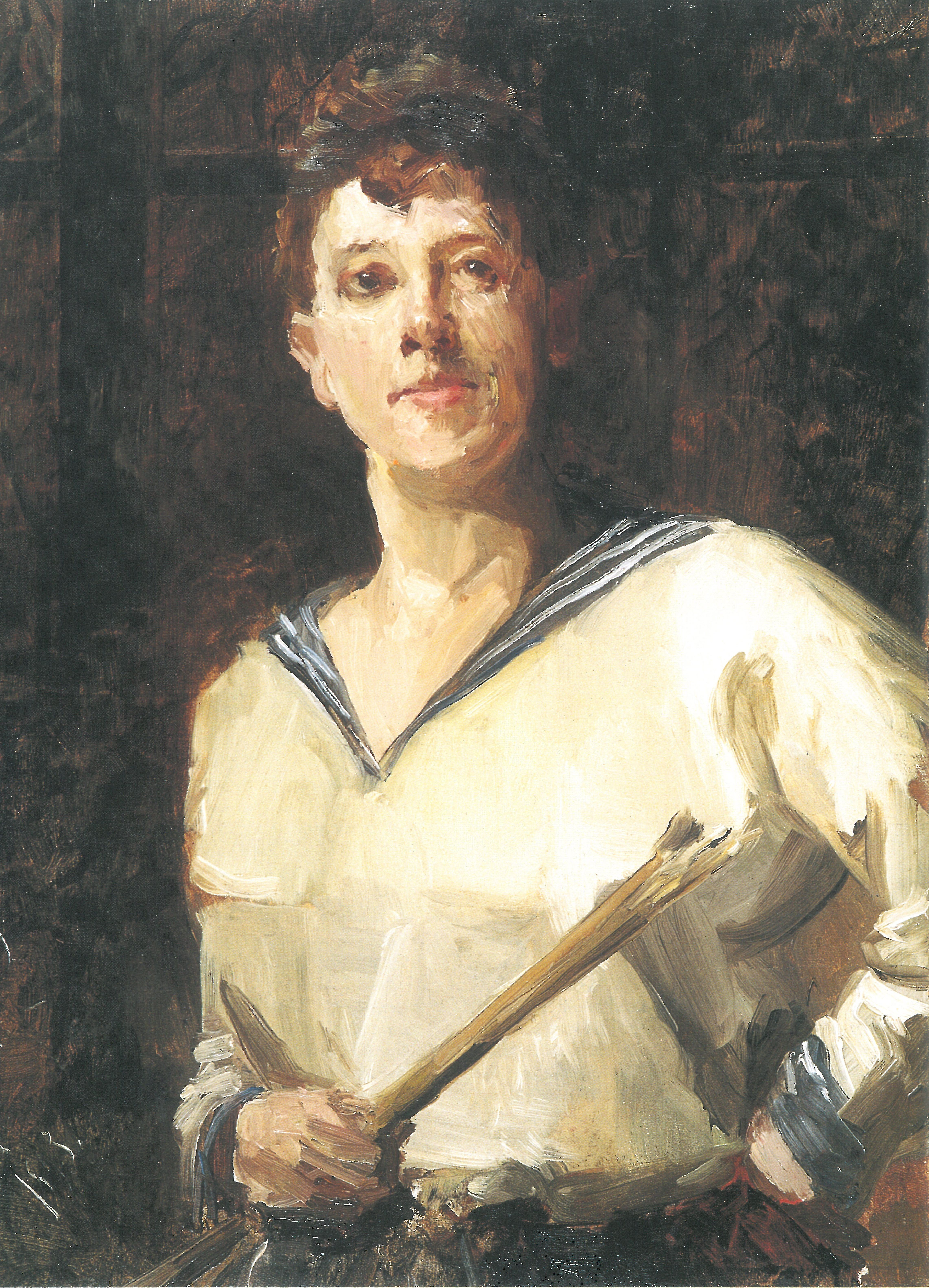
Selbstbildnis in Matrosenbluse, 1893, Fondazione Marianne Werefkin, Ascona

1880 wurde sie Privatschülerin von Ilja Repin, dem bedeutendsten Vertreter der Peredwischniki („Wandermaler“), die den russischen Realismus vertraten. Durch Repin bekam Werefkin schon früh Kontakt zur Künstlerkolonie von Abramzewo und zu Walentin Alexandrowitsch Serow, dem zweiten Privatschüler von Repin. Seit 1883 in Moskau studierte sie bei Illarion Michailowitsch Prjanischnikow Malerei und hörte Vorlesungen bei Wladimir Sergejewitsch Solowjow. 1888 schuf Repin das Bildnis Marianne Werefkin, im selben Jahr erlitt sie einen Jagdunfall, bei dem sie sich versehentlich die rechte, die Malerhand durchschoss.
Werefkins erste, künstlerisch wichtige Werkphase ist jene Zeit vor 1890, als sie sich in der realistischen Malerei des Zarenreiches einen Namen als „Russischer Rembrandt“ machte. Einige Werke sind erhalten, andere nur durch Fotos nachweisbar, viele sind verschollen. Nach 1890 modernisierte Werefkin ihren Malstil und wechselte zu einer Freilichtmalerei mit Zügen eines Impressionismus osteuropäischer Prägung. Aus dieser Zeit existieren offensichtlich nur noch zwei Gemälde.
1892 ging Werefkin eine 27 Jahre dauernde Beziehung mit Alexej Jawlensky ein. Sie war in der Malerei weiter fortgeschritten als dieser und hatte beschlossen, den fünf Jahre jüngeren mittellosen Offizier auszubilden und zu fördern.

### In Deutschland 1896–1914
1896, nach dem Tod ihres Vaters mit einer noblen zaristischen Rente ausgestattet, zog Werefkin mit Jawlensky und ihrem Dienstmädchen Helene Nesnakomoff  nach München. Sie mietete im Stadtteil Schwabing eine komfortable Doppelwohnung, die sie teils mit Mobiliar im Empirestil und des Biedermeier einrichtete, was sie mit Volkskunst-Möbeln kontrastierte, die in den Werkstätten der Künstlerin Jelena Dmitrijewna Polenowa (1850–1898) in der Künstlerkolonie von Abramzewo hergestellt worden waren. Jawlenskys Weiterbildung vertraute sie zunächst dem Slowenen Anton Ažbe an, während sie zugunsten seiner Ausbildung ihre eigene Malerei für genau zehn Jahre unterbrach. Wie viele Frauen in der Kunst ordnete sie ihre künstlerischen Ambitionen den Interessen des Geliebten unter.
Werefkin wusste, dass Jawlensky ein Schürzenjäger war: „Die Liebe ist eine gefährliche Sache, besonders in den Händen Jawlenskys.“ Sie lehnte eine Heirat ab, nicht zuletzt wegen der großzügigen Rente des Zaren, die sie als verheiratete Frau verloren hätte. Aber sie hatte es sich in den Kopf gesetzt, ihn als Künstler in jeder Hinsicht zu fördern. Er sollte an ihrer Stelle künstlerisch all das erreichen und verwirklichen, was einem „schwachen Weibe“ ja ohnehin verwehrt war.
„Drei Jahre vergingen in unermüdlicher Pflege seines Verstandes und seines Herzens. Alles, alles, was er von mir erhielt, gab ich vor zu nehmen – alles, was ich in ihn hineinlegte, gab ich vor, als Geschenk zu empfangen … damit er nicht als Künstler eifersüchtig sein sollte, verbarg ich vor ihm meine Kunst“ (Werefkin, zitiert nach Fäthke 1980:17). Jawlensky dankte es ihr, indem er die neunjährige Helene Nesnakomoff missbrauchte, die Gehilfin von Werefkins Zofe, mit der er schon ein Verhältnis hatte.
1897 gründete Werefkin in ihrem „rosafarbenen Salon“ die Bruderschaft von Sankt Lukas, deren Mitglieder sich in der Tradition der Lukasgilde verstanden und die letztlich die Keimzelle zur Neuen Künstlervereinigung München (N.K.V.M) und zum Blauen Reiter war.
1897 war sie mit Ažbe, Jawlensky, Dmitri Nikolajewitsch Kardowski und Igor Emmanuilowitsch Grabar in Venedig, um zunächst eine Repin-Ausstellung zu besuchen. Anschließend studierten sie in verschiedenen oberitalienischen Museen die Malerei alter Meister.
1902 bekam das Dienstmädchen Helene von Jawlensky ein Kind, Andreas Nesnakomoff († 1984). Im November 1902 begann Werefkin, ihre Lettres à un Inconnu (Briefe an einen Unbekannten) als eine Art Tagebuch zu schreiben, die sie 1906 beendete. Ein Jahr später fuhr sie mit dem russischen Maler Alexander von Salzmann in die Normandie, während Jawlensky in München blieb. Um 1905 entstand Jawlenskys Bild Die Werefkin im Profil.
1906 reiste Werefkin mit Jawlensky, Helene und Sohn Andreas nach Frankreich. Zunächst fuhren sie in die Bretagne. Von dort ging es über Paris und Arles nach Sausset-les-Pins bei Marseille, wo ihr Malerfreund Pierre Girieud (1876–1948) wohnte. Dort am Mittelmeer nahm Werefkin ihre künstlerische Tätigkeit wieder auf.
Im Jahr 1907 entstanden ihre ersten expressionistischen Gemälde. Stilistisch folgte sie den Theorien von Vincent van Gogh, der Flächenmalerei von Paul Gauguin, der Ton-in-Ton-Malerei von Louis Anquetin, der karikativen und plakativen Malerei von Henri de Toulouse-Lautrec und den Ideen der Nabis. Im Freundeskreis in München erhielt sie den Beinamen „Die Französin“. Ikonologisch und motivisch lehnte sich Werefkin oftmals auch an Arbeiten von Edvard Munch an, und sie brachte die erwähnten Künstler neu ins Bild, ehe ihre Kollegen, beispielsweise Wassily Kandinsky und Gabriele Münter, den ersten Schritt in den Expressionismus machten. Damals verkehrten die Künstler Jan Verkade, Hugo Troendle, Hermann Huber und Curt Herrmann in ihrem Salon.
Im Frühjahr 1908 war der polnische Freund von Gauguin, Władysław Ślewiński, bei Werefkin zu Besuch. Er überzeugte Jawlensky von der Flächenmalerei. Im Sommer trafen sich die beiden Künstlerpaare Werefkin/Jawlensky und Münter/Kandinsky im oberbayerischen Murnau am Staffelsee zu gemeinsamem Malen. Im Winter desselben Jahres hatten Werefkin, Jawlensky, Adolf Erbslöh und Oscar Wittenstein die Idee zur Gründung der N.K.V.M., zu deren erstem Vorsitzenden 1909 Kandinsky berufen wurde. Der Tänzer Alexander Sacharoff wurde Mitglied der N.K.V.M. Mit Werefkin und Jawlensky bereitete er seinen großen Auftritt im Odeon in München vor.

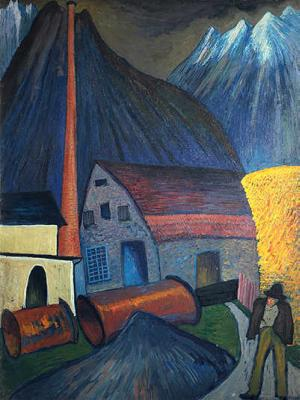
Schindelfabrik (in Oberau), 1910, Museum Wiesbaden

1909 war der Schweizer Maler Cuno Amiet, der damals der Künstlervereinigung Brücke angehörte, Gast in Werefkins Salon. Später sollte er neben Paul Klee und seiner Frau Lily einer ihrer besten Schweizer Freunde werden. Am 1. Dezember 1909 fand die Eröffnung der ersten Ausstellung der N.K.V.M. mit 16 Künstlern statt. Werefkin stellte sechs Gemälde aus, darunter Schuhplattler, ihr Bekenntnis zur bayerischen Volkskunst. Im Jahr 1909 entstand auch das Gemälde Zwillinge.
Kurz danach fuhr Werefkin ins russische Litauen zu ihrem Bruder Peter (1861–1946), der in Kaunas Gouverneur war. In diesem Winter entstanden dort viele Zeichnungen und etliche Gemälde.
Ende September 1910 nahm Franz Marc Kontakt zu den Künstlern der N.K.V.M. auf. Von ihm selbst erfährt man, dass es in erster Linie Werefkin und Jawlensky waren, die ihm die Augen für eine neue Kunst öffneten.

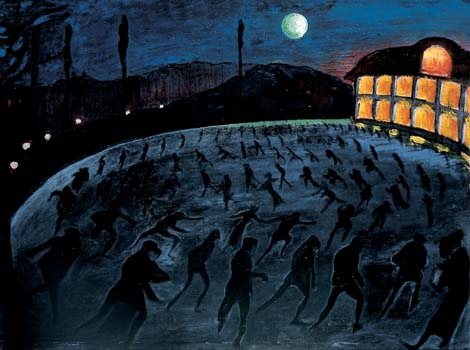
Schlittschuhläufer, 1911, Fondazione Marianne Werefkin, Ascona

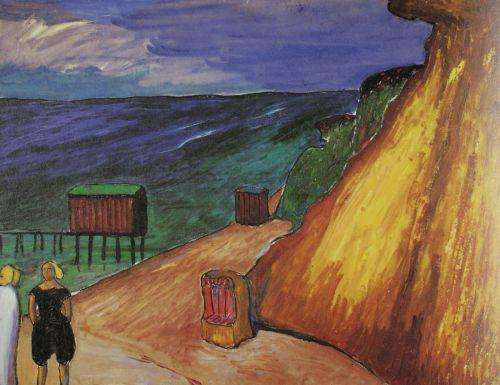
Die Steilküste von Ahrenshoop, 1911

Ab Anfang Mai 1911 wohnte Pierre Girieud (1875–1940) bei Werefkin und Jawlensky in der Giselastraße, als er gemeinsam mit Marc in einer Ausstellung der Modernen Galerie Heinrich Thannhauser seine Gemälde zeigte. Im Sommer reiste Werefkin mit Jawlensky nach Prerow an der Ostsee. Am Ende des Jahres fuhren sie nach Paris, wo sie Henri Matisse persönlich kennenlernten.
Kandinsky verließ zusammen mit Münter und Marc im Dezember 1911 die N.K.V.M., um im Winter 1911/1912 die erste Ausstellung der Redaktion Der Blaue Reiter zu präsentieren 1912 traten auch Werefkin und Jawlensky aus dem Verein aus, der offiziell erst 1920 von Erbslöh aus dem Münchner Vereinsregister ausgetragen wurde. Werefkin stellte ebenfalls mit den Mitgliedern der N.K.V.M. und des Blauen Reiter zusammen mit den Künstlern der Brücke vom 18. November 1911 bis zum 31. Januar 1912 in der Neuen Sezession in Berlin aus. Sie zeigte dort ihr Gemälde Schlittschuhläufer.
1913 beteiligten sich Werefkin und Jawlensky an der Ausstellung der Redaktion Der Blaue Reiter in der Berliner Galerie Der Sturm von Herwarth Walden. Im selben Jahr beabsichtigte Werefkin die endgültige Trennung von Jawlensky und reiste nach Vilnius in Litauen, wo ihr Bruder Peter zwischenzeitlich Gouverneur geworden war. Ende Juli 1914 fuhr Werefkin dann doch von Litauen nach Deutschland zurück. In München kam sie am 26. Juli an.

### In der Schweiz 1914–1938
Bei Ausbruch des Ersten Weltkrieges am 1. August 1914 mussten Werefkin und Jawlensky Deutschland innerhalb von 24 Stunden verlassen und flohen mit dem Dienstpersonal Maria und Helene Nesnakomoff und deren Sohn Andreas in die Schweiz. Zunächst wohnten sie in Saint-Prex am Genfersee. Als Folge des Krieges wurde Werefkins Pension um die Hälfte gekürzt. 1916 fand eine Einzelausstellung in Zürich statt, wohin das Paar im September/Oktober 1917 übersiedelte.

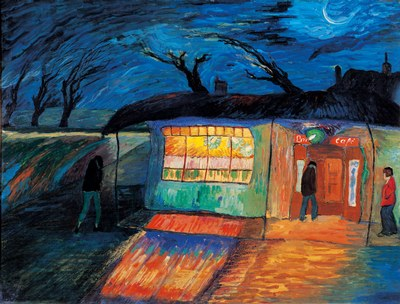
La Bise, 1915–1917, Privatbesitz

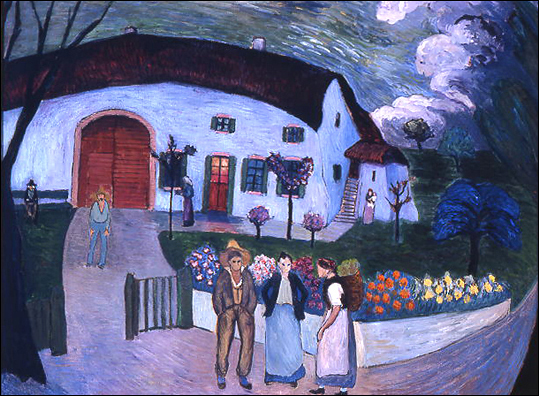
La Famiglia, vor 1922, Museo comunale, Ascona

Durch die russische Oktoberrevolution verlor Werefkin ihre zaristische Pension. Es folgte eine Beteiligung am Cabaret Voltaire, nachdem Werefkin seine Initiatoren kennengelernt hatte. 1918 zogen Werefkin und Jawlensky nach Ascona am Lago Maggiore. 1919 war Werefkin an einer Ausstellung „Maler von Ascona“ im Zürcher Kunstsalon Wolfsberg gemeinsam mit Jawlensky, Robert Genin, Arthur Segal und Otto Niemeyer-Holstein beteiligt. 1920 wurden einige ihrer Werke auf der Biennale in Venedig gezeigt. Werefkin lebte in der Schweiz stets als Staatenlose, ausgestattet seit 1922 mit einem Nansen-Pass.
1921 trennte sich Jawlensky von Werefkin und zog nach Wiesbaden, wo er 1922 Werefkins Haushälterin Helene, die Mutter seines Sohnes Andreas, heiratete. In dieser schwierigen Zeit befreundete sie sich mit dem Zürcher Maler Willy Fries und dessen Gattin Katharina geb. Righini (1894–1973). In 12 Briefen nach Zürich zwischen 1921 und 1925 schilderte sie ihre verzweifelte Lage, die doch ihren Mut und ihre Arbeitskraft nicht brechen konnte.
1924 war Werefkin Mitbegründerin der Künstlergruppe Der Große Bär in Ascona zusammen mit Walter Helbig, Ernst Frick, Albert Kohler und anderen. Diese Künstlergruppe hatte eine große Ausstellung 1925 in der Berner Kunsthalle, gefolgt von weiteren gemeinsamen Ausstellungen, so auch 1928 in der Berliner Galerie Nierendorf gemeinsam mit Christian Rohlfs, Karl Schmidt-Rottluff und Robert Genin.
Immer wieder verdiente sie sich ihren Lebensunterhalt auch mit dem Malen von Plakaten und Bildpostkarten oder sie schrieb Artikel, beispielsweise 1925 für die Neue Zürcher Zeitung, in der als Folge ihre Eindrücke einer Reise mit Ernst Alfred Aye nach Italien abgedruckt wurden.
1928 schrieb und malte Werefkin ihre Ascona-Impressionen, die sie dem Zürcher Kunstkritiker Hans Trog (1864–1928) widmete. Im selben Jahr lernte sie Diego Hagmann (1894–1986) und dessen Frau Carmen (1905–2001) kennen, die sie vor größerer wirtschaftlicher Not bewahrten.
Hatten sich schon in den letzten beiden Jahren vor dem Ersten Weltkrieg in München stilistische Veränderungen in Werefkins Bildern bemerkbar gemacht, die in ihr Alterswerk überleiten, so entwickelte sie dieses in der Schweiz weiter. Ihre Gemälde lösten beim Betrachter nicht mehr in gleicher Weise wie früher die plötzlichen „Schocks“ aus. Ihre Werke wurden allgemein erzählerischer, verinnerlichter und noch hintergründiger als zuvor. Insbesondere Schriftsteller wurden von ihnen angezogen, zu Interpretationen und eigenem Schaffen angeregt, wie zum Beispiel der Lyriker Yvan Goll oder der Dichter Bruno Goetz.
Die typisch russischen Merkmale in Werefkins Malerei, insbesondere in der Farbgebung, die in München schon der Dichterin Else Lasker-Schüler aufgefallen waren, sollten in ihrem Alterswerk in Ascona besonders deutlich in Erscheinung treten. Auch wenn sie diese auf Tessiner Motive übertrug, waren Werefkins Bilder den meisten Schweizern zunächst fremd und wurden oftmals missverstanden.
Als Werefkin am 6. Februar 1938 in Ascona starb, wurde sie unter Anteilnahme fast der gesamten Bevölkerung nach russisch-orthodoxem Ritus auf dem dortigen Friedhof beerdigt.
Ein Großteil ihres malerischen und literarischen Nachlasses wird in der Fondazione Marianne Werefkin in Ascona aufbewahrt. Durch Schenkungen ist deren Bestand heute auf fast 100 Gemälde angewachsen. Darüber hinaus besitzt sie 170 Skizzenbücher und Hunderte von Zeichnungen. Ein Teil davon wird in der ständigen Sammlung des Museo communale d’arte moderna in Ascona präsentiert.

## Werefkin und der Japonismus
Neben den Vorbildern van Gogh, Gauguin und den Nabis spielte die japanische Kunst für Werefkin bis ins hohe Alter eine bedeutende Rolle. Ihr Interesse dafür wurde offensichtlich bereits in Russland durch eines ihrer großen Vorbilder, nämlich James Abbott McNeill Whistler, „den ersten Japonisten“, geweckt.
In Werefkins Nachlass fanden sich neben japanischen Holzschnitten auch literarische Zeugnisse, die ihre Verbundenheit mit Whistler und der ostasiatischen Kunst belegen. So erfährt man aus ihren Tagebüchern im März 1905 von ihrer Begeisterung für die japanische Kunst: „Die Japaner sind so kunstbeflissen, so versessen in ihrem Durst nach Kultur.“ Und für ihre spätere eigene und Jawlenskys Malerei von Belang, berichtet sie Bemerkenswertes: „Einige neue Eindrücke von Farbwerten“ habe ihr ein Besuch des japanischen Theaters in München vermittelt.

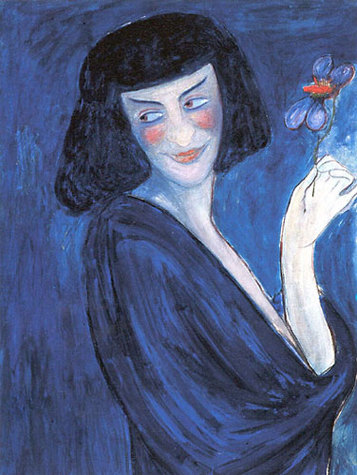
Der Tänzer Sacharoff, 1909

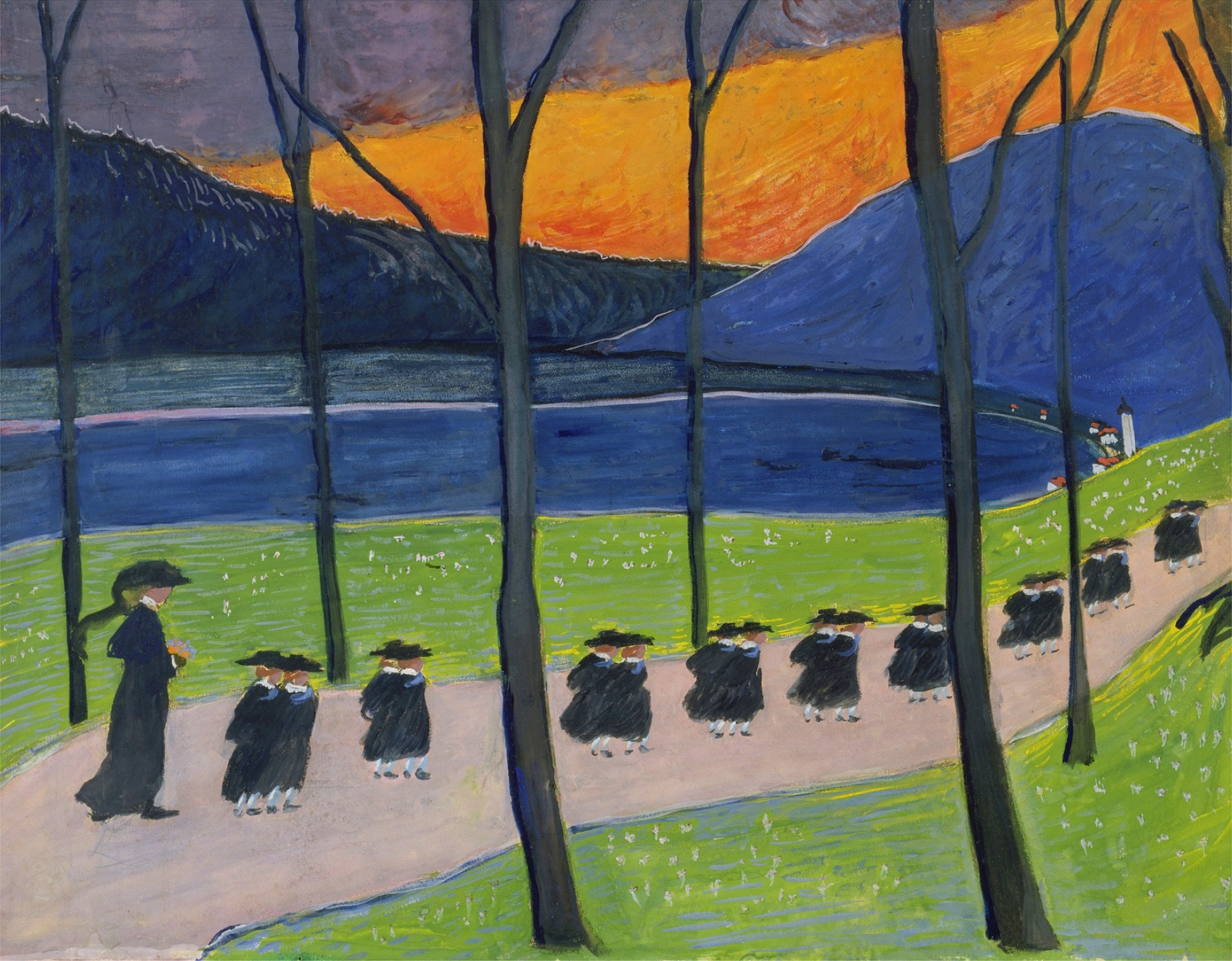
Herbst (Schule), 1907, Fondazione Marianne Werefkin, Ascona

Als Werefkin 1906 nach zehnjähriger malerischer Abstinenz künstlerisch wieder tätig wurde, griff sie sofort und sehr direkt auf Japanisches zurück. Durch ihre Darstellungen des Tänzers Alexander Sacharoff mit japanischer Schminkmaske und in Mie-Pose ist seit längerem bekannt, dass sie ein Faible für die fernöstliche Kultur entwickelt hatte.
Auch ihre Landschaftsbilder blieben davon nicht unbeeinflusst, zum Beispiel behandelte sie in ihrem Gemälde Herbst (Schule) ganz nach japanischer Art die Bäume als senkrechte kompositorische Elemente und schnitt ihnen mit dem oberen Bildrand die Kronen ab. Vergleichbares hatte Werefkin spätestens 1902 durch die Zeitschrift Mir Iskusstwa durch die Reproduktion eines Waldweges nach Utagawa Hiroshige kennengelernt. Andere motivische Bausteine, die Werefkin aus der japanischen Kunst entlehnte, waren u. a. die forcierte Perspektive, die Schleppfalte, der Pfosten als Bildteiler oder Trommelbrücken

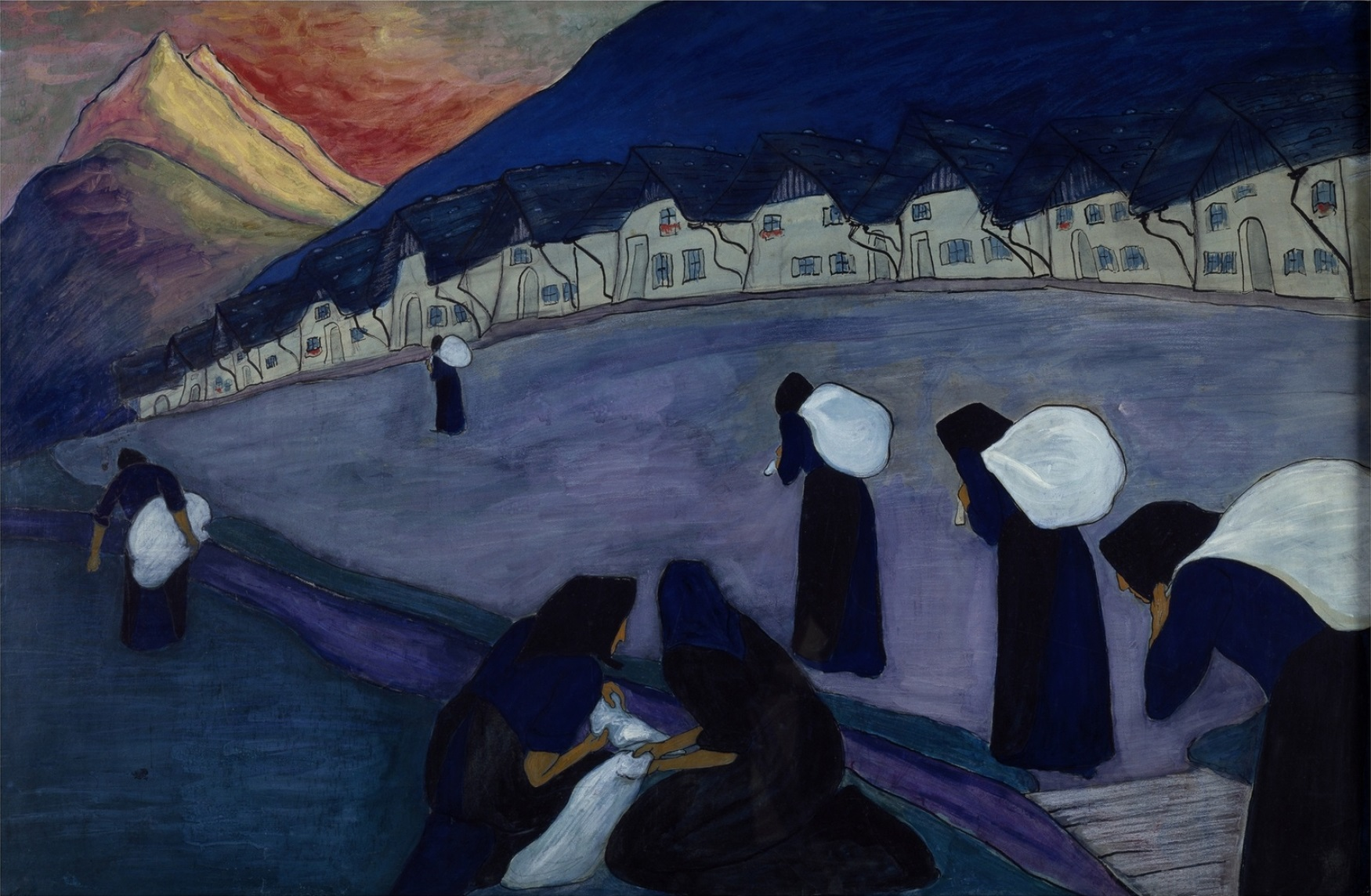
Die schwarzen Frauen, 1910

Bis in Werefkins Alterswerk lassen sich Reflexe auf die japanische Holzschnittkunst verfolgen. So kamen Mitte der 1920er Jahre mit einem Mal wieder Schlagschatten in Gebrauch, zum Beispiel ausgeprägt in dem Gemälde L’équipe de nuit von 1924/25 oder in ihrem Bild Ave Maria aus der Zeit um 1927. Sie dürften eine Rückbesinnung auf Vorbilder u. a. von Hiroshige zu erklären sein. Auch die Prozessionszüge Kreuzweg I und Kreuzweg II von 1926/28 kommen ohne japanische Vorlagen, etwa von Kawanabe Kyōsai (1831–1889) nicht aus. Ebenso könnten die Monster in dem Bild Der Sieger von 1930 auf Darstellungen mit Ungeheuern aus dem „japanischen Geisterkult“ z. B. von Utagawa Kuniyoshi, zurückgehen.

## Ehrungen
Die Künstlerin ist Namensgeberin für den „Marianne-Werefkin-Preis“, der seit 1990 vom Verein der Berliner Künstlerinnen 1867 e. V. im zweijährigen Turnus an zeitgenössische Künstlerinnen vergeben wird.

## Sammlungen
Bedeutende Werke Werefkins in den Kunstsammlungen:
- Fondazione Marianne Werefkin, Ascona
- Städtische Galerie im Lenbachhaus, München
- Museum Wiesbaden, Wiesbaden

## Werke (Auswahl)
Gemälde mit eigenem Artikel:
- Porträt Vera Repin, 1881
- Mädchen in russischem Kostüm, 1883/88
- Selbstbildnis in Matrosenbluse, 1893
- Bildnis Alexej Jawlensky, 1896
- Der Verlassene, 1907
- Heimkehr, 1907
- Herbst (Schule), 1907
- Mädchenpensionat, um 1907
- Biergarten, 1907
- Viehmarkt, 1907
- Die Steingrube, 1907
- Pferdchen, 1907
- Tempête, 1907/08
- Begräbnis, 1907/08
- Das Sängerpaar, um 1908
- Sonntagnachmittag, 1908
- Ballsaal, 1908
- Im Café, 1909
- Die schwarzen Frauen, 1909
- Kreuz in Landschaft, 1909
- Jawlensky im Chambre séparée, um 1909
- Sacharoff, 1909
- Helene, um 1909
- Madame, um 1909
- Weibliche Figurine, um 1909
- Tragische Stimmung, 1909
- Rote Stadt, 1909
- Zwillinge, 1909
- Zirkus (Vor der Vorstellung), 1910
- Stadt in Litauen, 1910
- Der rote Baum, 1910
- Rhythmen, 1910
- In die Nacht hinein, 1910
- Sommerbühne, 1910
- Schindelfabrik, 1910
- Selbstbildnis I, 1910
- Die Schlittschuhläufer, 1911
- Die Steilküste von Ahrenshoop, 1911
- Bahnhof Prerow (Dünenlandschaft), 1911
- Prerowstrom, 1911
- Corpus Christi, um 1911
- Fabrikstadt, 1912
- Im Dorf, 1912
- Église St. Anne, 1914
- Poste de police à Wilna, 1914
- Schneewirbel, 1916
- Le Chiffonier, 1917
- Schnee über Nacht, 1917/18
- Klostergarten, um 1926
- Der Kreuzweg II, 1926/27
- Ave Maria, 1927
- Ernst Alfred Aye, 1927
- Allerseelen, um 1930
- Nach dem Sturm, 1932

## Ausstellungen (Auswahl)
- 1914: Baltiska Utstallnigen. Malmö Baltische Ausstellung
- 1959: Marianne von Werefkin – Gedächtnisausstellung 1860–1938. Städtische Galerie im Lenbachhaus und Kunstbau München[51]
- 1980: Marianne Werefkin, Gemälde und Skizzen. Museum Wiesbaden[52]
- 2014: Marianne Werefkin: Vom Blauen Reiter zum Großen Bären. Städtische Galerie Bietigheim-Bissingen und Paula Modersohn-Becker Museum,[53] Bremen
- 2015: Sturm-Frauen – Künstlerinnen der Avantgarde in Berlin 1910–1932. Schirn Kunsthalle Frankfurt
- 2019: Lebensmenschen: Alexej von Jawlensky und Marianne von Werefkin. Städtische Galerie im Lenbachhaus und Kunstbau München
- 2024 Marianne von Werefkin – Pionierin des Expressionismus. Museum de Fundatie Zwolle Niederlande.

## Film
- Dietmar N. Schmidt: Marianne Werefkin, Malerin und Muse. Hessen 3, 1990.
- Angelika Lizius: Russen in Bayern – Die Malerin Marianne von Werefkin. Dokumentationsfilm. Bayerischer Rundfunk, 2007.
- Stella Tinbergen: … denn hier beginnt die Moderne. Dokumentarfilm über Marianne von Werefkin. 3sat, 2008.
- Stella Tinbergen: Marianne von Werefkin, Ich lebe nur durch das Auge  Dokumentarfilm. 3sat, 2009.
- Ralph Goertz: Lebensmenschen – Alexej von Jawlensky und Marianne von Werefkin, Produktion: IKS – Institut für Kunstdokumentation 2019,  © Lenbachhaus München / Museum Wiesbaden / IKS – Medienarchiv.

## Hörspiel
- Ute Mings: Kandinsky, Münter, Jawlensky, Werefkin und Co., Die Neue Künstlervereinigung München (1909–1912). Bayerischer Rundfunk 2, 2009.